# Lonchocarpus santarosanus
Lonchocarpus santarosanus é uma espécie de legume da família Leguminosae.
Pode ser encontrada nos seguintes países: El Salvador e Guatemala.
Esta espécie está ameaçada por perda de habitat.